# Jagellonska ätten

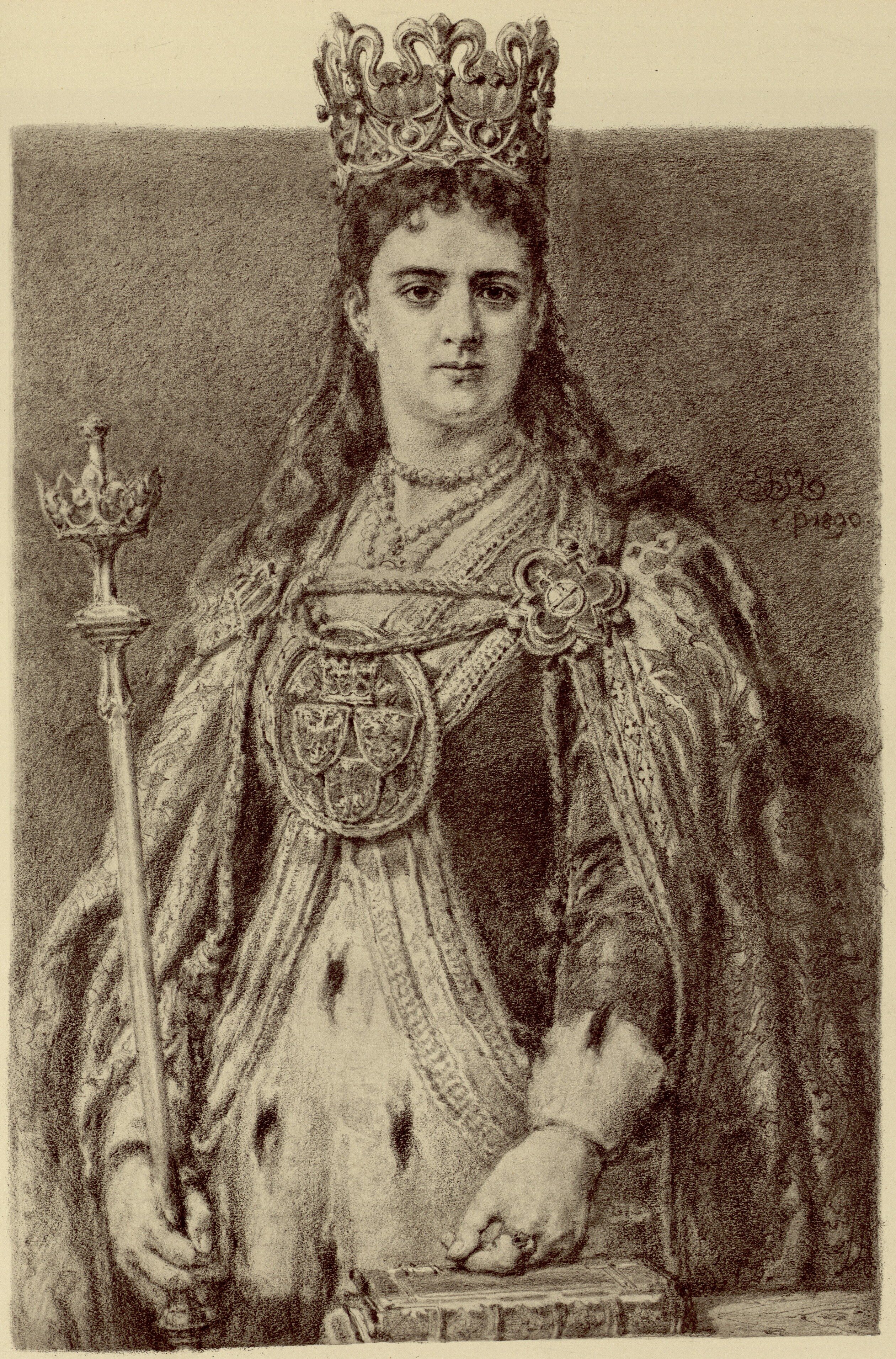
Sankta Hedvig, monark av Polen. Teckning av Jan Matejko.

Jagellonska ätten var en kunglig dynasti med ursprung i den litauiska Gediminasätten, som kom att regera i flera centraleuropeiska länder under 1400-1600-talen. Medlemmar ur den ätten var bland annat storfurstar över Litauen 1377–1392 och 1440–1572, kungar av Polen 1386–1572, kungar av Ungern 1440–1444 och 1490–1526 samt kungar i Böhmen 1471–1526. 

Ättens vapen

Eftersom ätten var representerad i många riken med flera olika språk, så är den känd under flera namn: Jagiellonians, Jagiellos, Jogailos, Jagiellonowie, Jagielloner etc. I Polen är ätten känd under namnet Jagiellonowie (singular: Jagiełło), i Litauen som Jogailaičiai (singularis: Jogailaitis), i Vitryssland Ягайлавічы (Jagajlavitjy, singularis: Ягайлавіч, Jagajlavitj), i Ungern Jagellók (singularis: Jagelló), och i Tjeckien Jagellonci (singularis: Jagellonec; adjektiv: Jagellonský). I alla former av detta namn uttalas J mjukt som i "Johan" och G hårt som i "Gustav".
Namnet härleds från den litauiske härskaren Jagiełło (polska) eller Jogaila (litauiska), vilken under namnet Vladislav II blev den första polska kungen från denna dynasti. I slutet av 1500-talet regerade den Jagellonska ätten över ett stort område från Östersjön till Svarta havet och ner mot Adriatiska havet.
Jagiellonska ätten ärvde rätten att överta den kungliga titeln i Polen och i Litauen.

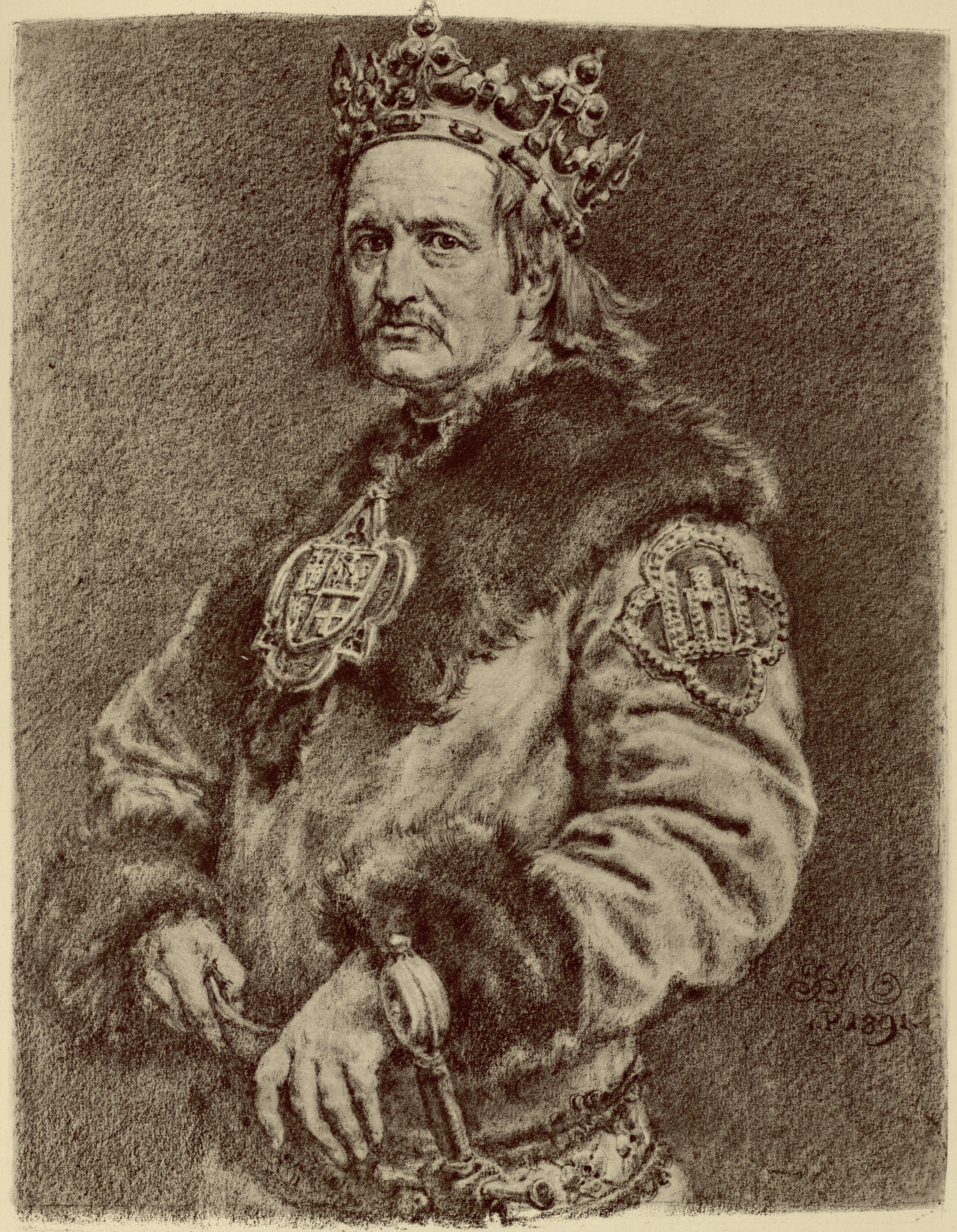
Vladislav II (Władysław Jagiełło). Teckning av Jan Matejko.

## Härskarna iPolen-Litauenav den Jagellonska ätten
- Hedwig (Jadwiga) 1384-1399, krönt 1384 till "kung", eftersom lagen inte tillät en drottning att regera; samregerade med maken Vladislav II
- Vladislav II (Władysław Jagiełło) (i Litauen 1377–1401; i Polen 1386–1434)
- Vladislav III (1434–1444)
- Kasimir IV (1447–1492)
- Johan I Albrekt (1492–1501)
- Aleksander Jagiellon (1501–1505)
- Sigismund I (1506–1548)
- Sigismund II August (1548–1572)

## Böhmen-Ungern
Jagellonerna etablerade även kontroll över kungarikena Böhmen från 1471 och över Ungern från 1490 genom kung Wladislaus Jagiello, som av flera historieböcker omnämns som Vladisla(u)s II.
Jagellonska kungar av Böhmen-Ungern:
- Vladislav II av Böhmen och Ungern (Vladislaus Jagiello)
- Ludvig II av Böhmen-Ungern (Louis Jagiello). Vid Ludvigs plötsliga bortgång under slaget vid Mohács 1526, dog den kungliga ätten ut på manssidan.
- Anna av Böhmen och Ungern, syster till Ludvig II, blev regerande drottning vid dennes död. Hennes make Ferdinand I, som var kejsare av Tysk-romerska riket, valdes till kung av Böhmen baserat på Annas rättigheter. Han valdes senare också till kung av Ungern, men kunde bara utöva makten i konkurrens med Johan Zápolya, dennes maka Isabella Jagiello och deras son Johan II Sigismund Zápolya.

Johan Zápolya, segraren i slaget i Mohács 1526, stöddes av Sultanen i Osmanska riket men fick nöja sig med att vara kung över södra Ungern, sedan Ferdinand I besatt tronen för norra Ungern. Johan I hann bara leva två veckor sedan hans son Johan II Sigismund kommit till världen 1540. Hans änka försvarade sin sons tron till dess hon gick bort 1559 och Johan II Sigismund var då 19 år. Ungern kom snart att delas upp i ett tredelat rike: Norra Ungern, Södra Ungern och Transsylvanien.

## Drottning av Sverige
- Katarina, drottninggemål 1569 till kung Johan i ätten Vasa, född prinsessa av Polen, kallad Katarina Jagellonika